# Rudolf Willy
Rudolf Willy (* 15. August 1855 in Mels; † 17. April 1918 in Mels) war ein Schweizer Philosoph.

## Leben
Nach dem Besuch des Gymnasiums in St. Gallen studierte er an der Universität Zürich Medizin, Recht und  bei Richard Avenarius Philosophie. 1882 promovierte er zum Dr. phil. 1885 wurde ihm die Venia docendi für Philosophie an der Hochschule Bern erteilt. 1896 war er Privatdozent für Philosophie in Bern, von 1897 bis 1902 in Zürich.
Er bezeichnete seinen dem Empiriokritizismus von Richard Avenarius nahestehenden Standpunkt als Primärmonismus. W. I. Lenin setzte sich mit diesem in Materialismus und Empiriokritizismus ausführlich auseinander.
Willy gehörte zu den Autoren der Zeitschrift Polis um Fritz Brupbacher.

## Werke
- Schopenhauer in seinem Verhältnis zu J. G. Fichte und Schelling. Inaugural-Dissertation der ersten Section der philosophischen Facultät der Universität Zürich. Hottingen, Zürich 1883.
- Karl Viktor von Bonstetten (1745-1832). Eine litterarisch-psychologische Skizze (Neujahrs-Blatt der Litterarischen Gesellschaft Bern auf das Jahr 1899), Bern 1898.
- Die Krisis in der Psychologie. Leipzig 1899. Online
- Friedrich Nietzsche. Eine Gesamtschilderung. Schulthess & Co., Zürich 1903 (vordatiert auf 1904).
- Gegen die Schulweisheit – eine Kritik der Philosophie. München 1905.
- Die Gesamterfahrung vom Gesichtspunkt des Primärmonismus. Zürich 1908.
- Ideal und Leben vom sozialen Gesichtspunkt. Zürich 1909.
- Der Deutsche Tiefsinn und der Welsche Bonsens. Eine Kultur-Perspektive in Beispielen. Zürich 1911.
- Die schöpferische Menschheit. Ein kosmosozialer Zusammenhang. Berlin 1914.
- Splitter. Ergänzungen meiner zusammenhängenden Schriften in aphoristischer Form. Neujahrsblatt der Literarischen Gesellschaft Bern. Bern 1921.  Herausgegeben von Ulrich Wilhelm Züricher.